# Lagoa
Lagoa este un oraș în Districtul Faro, Portugalia.